# Erythrogonia accepta
Erythrogonia accepta är en insektsart som beskrevs av Medler 1963. Erythrogonia accepta ingår i släktet Erythrogonia och familjen dvärgstritar. Inga underarter finns listade i Catalogue of Life.